# Клаудија Гури
Клаудија Гури (шп. Claudia Guri Moreno; Ескалдес, 1. мај 1995) је андорска атлетска репрезентативка, специјалиста за скок удаљ, а такмичи се и у троскоку. Била је једини представник Андоре на 15. Светском првенству у атлетици 2015. одржамон у Пекингу.
Она је такоше и репрезентативка Андоре у кошарци У-16.

## Значајнији резултати
| Година | Такмичење                    | Место             | Пласман | Дисциплина | Резултат |
| Андора | Андора                       | Андора            | Андора  | Андора     |          |
| ------ | ---------------------------- | ----------------- | ------- | ---------- | -------- |
| 2015   | Европско првенство у дворани | Праг, Чешка       | 22.     | скок удаљ  | 5,46 м   |
| 2015   | Европско првенство у дворани | Праг, Чешка       | 22      | троскок    | 12,06 м  |
| 2015   | Игре малих земаља Европе     | Рејкјавик, Исланд | 3.      | скок увис  | 1,68 м   |
| 2015   | Игре малих земаља Европе     | Рејкјавик, Исланд | 5.      | скок удаљ  | 5,21 м]] |
| 2015   | Игре малих земаља Европе     | Рејкјавик, Исланд | 4.      | троскок    | 11,52 м  |
| 2015   | Светско првенство            | Пекинг, Кина      | 31.     | скок удаљ  | 5,59 м   |

## Лични рекорди
| Дисциплина               | Резултат | датум             | Место             | Белешка |
| ------------------------ | -------- | ----------------- | ----------------- | ------- |
| Скок удаљ — на отвореном | 5,59     | 22. август 2015.  | Пекинг, Кина      |         |
| Скок удаљ — у дворани    | 5,68     | 14. фебруар 2015. | Антекера, Шпанија |         |
| Троскок — у дворани      | 12,06    | 7. март 2015.     | Праг, Чешка       |         |